# スパークブルック

Sparkbrook and Small Heath constituency shown within Birmingham

スパークブルック（英: Sparkbrook）は、イングランドのバーミンガム南東部に位置する都市部である。
これはバーミンガム市議会において、4区に分けられているホールグリーンの選挙区にあるうちの一つである。

## 由来
スパーク・ブルック（英: Spark Brook）という名前は、市内中央の南側に小川があることに由来する。それは後に水路や運河となり、用水路として使われるようになった。

## 政治
スパークブルック区では、現在1人のリスペクト党ショーカット・アリ（英: Shokat Ali）及び２人の労働党、トニー・ケネディ（英: Tony Kennedy）とビクトリア・クイン（英: Victoria Quinn）が、バーミンガム市議会の議員に選出される。
それが無所属議員である、故タリブ・フセイン（英: Talib Hussain）は、自由民主党員として当選したが、しかし議会閣僚を辞職した後に離党した。
スパークブルックは、合併（adopted）となった区支援担当といっしょにベッキー・ジョーンズ（英: Becky Jones）がタイトル保持者になった。

### プロジェクト・チャンピオン
プロジェクト・チャンピオンとは、自動車ナンバー自動読取装置169台で、スパークブルックやウォッシュウッドヒースに流入/流出する車両を監視するネットワークを3百万ポンドかけて導入することである。その実現は、2010年6月中頃まで陳述は凍結されていたが、警察、時間と手間をかけて間違った方向へ導く議員の悲願であったのが暴露された後には「安全と犯罪抑止」というよりは対テロ作戦の主導権となっていった。 
キャンペーンはスティーブ・ジョリー（英: Steve Jolly）という活動家によって始められた。だれしもが「地方雑誌の記事および、陳情と議員街宣で、議員はスパイカメラ構想を糾弾するべきだと書かれた。」彼は積極的にメディアに接触してゆき、それはこの問題を承知しているガーディアンのポール・ルイス（英: Paul Lewis）に接触したのがスティーブ・ジョリーであった。いつもポール・ルイスは記事にした。 
プロジェクト・チャンピオンについての世論と国際議論がきっかけとなって、いずれいつかは支援されることとなった。 
警察署長のシムズ（英: Simms）は「申し訳ないが、我々には不法行為という切迫した問題があり、そして気の毒なことにも我々のコミュニティに悪い影響があったのである。」と述べた。

## 名所

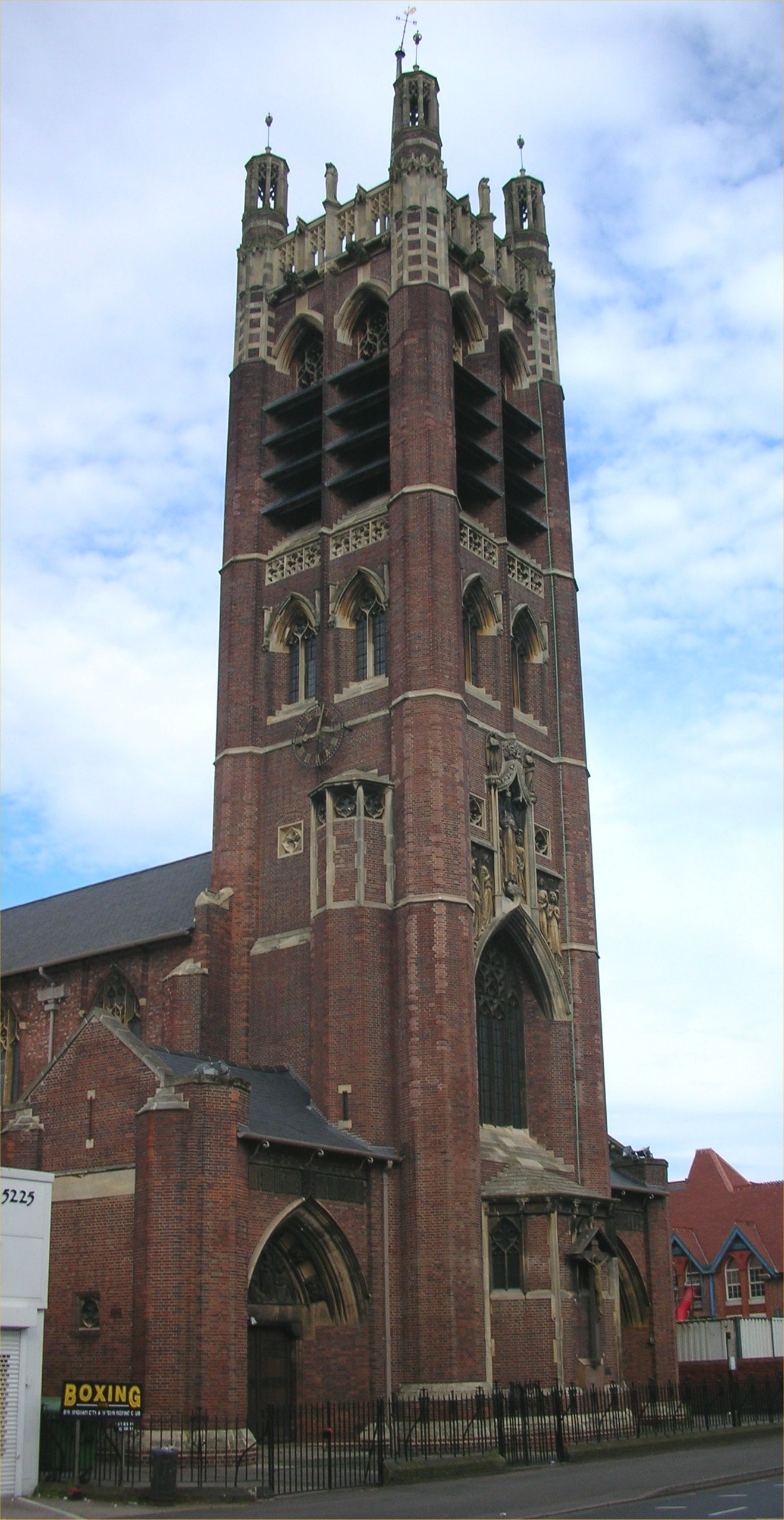
聖アガサ教会

スパークブルックに数多くある聖堂のほとんどは19世紀から20世紀にできたものである。もっとも有名な聖堂はスタンフォード通りにある聖アガサ教会で1901年に献堂される。それはイギリス指定建造物である。
キリスト教会は、グランサム通りとドロブラン通りの交差点にある、地域で最も古い修道院の一つであり、1867年に奉献される。

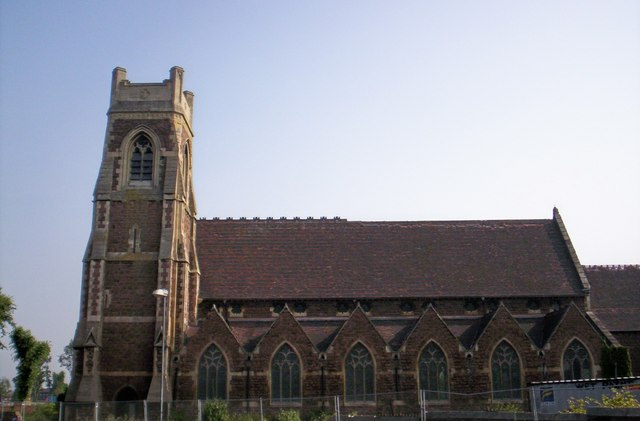
スパークブルック・キリスト教会

先の尖った塔は1918年に取り壊され、さらに第2次世界大戦の爆風のために、全壊してしまった。1927年に、修道女のために教区の家について、教会礼拝式の範囲内で建築許可が下りた。 
Following damage caused by the Birmingham Tornado 28 July 20052005年7月28日バーミンガム竜巻の被害で、キリスト教団が取り壊しを決めた。

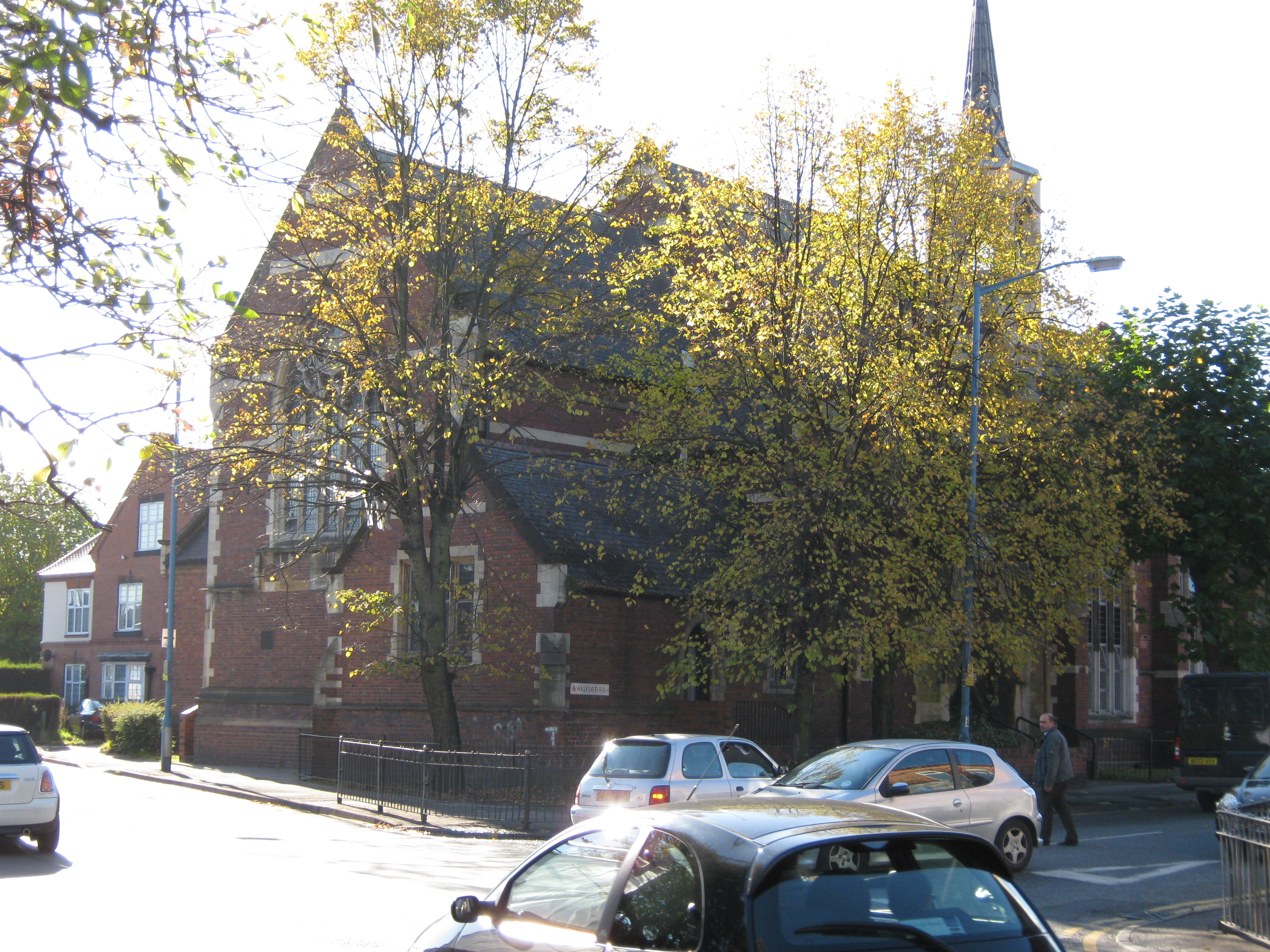
聖エマニュエル教会

聖別された聖アガタ教会と同時期であるエマニュエル（ヘブライ語: עִמָּנוּאֵל）が、1928年より教区をおさめるようになってキリスト教者にとって安らぎの聖堂となる。ウレーンホールからの古からある鐘は、キリスト教会内にある。
レディプール通りミッションホールは1894年にスパークブルック・ゴスペルミッション（1886年設立）によって開設される。
1849年、グループでメソジストニューコネクションと呼ばれている地域に礼拝堂を開設し、それら最初の11年は市内中央のブリッジストリートにある小さな礼拝堂であった。

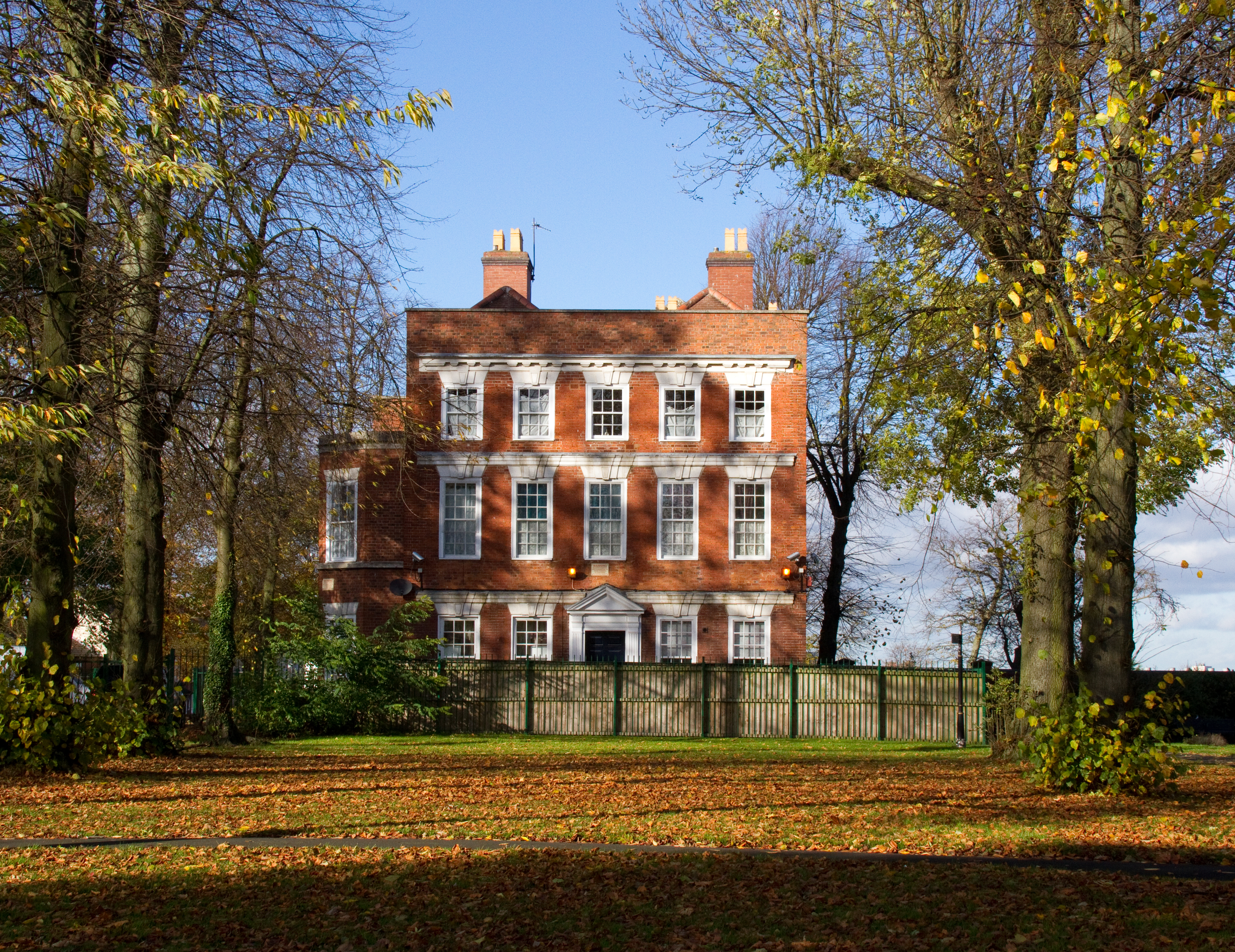
ロイドハウス

ロイドハウスはジョージ王朝様式の建築物でサンプソン通りにある。これは1742年から1752年の間にロイズ銀行の創設者であるサンプソン・ロイドによって建築された。建物は現在ブラムフォードコリンシア住宅協会がオフィスに利用している。
1780年、スパークブルックには近代化学の創設者であるジョセフ・プーリーストリーの家があった。1791年、彼の邸宅は一部が破壊されてしまいプリーストリー暴動で知られるようになった。プーリーストリー通りには、碑が立っている。1970年代に、キングコングの彫像が、聖アガサとは反対側のストラットフォード通りにあるセカンドハンドという自動車販売店の庭に立った。

## 失業者数
2000年代の景気後退は、スパークブルックにも影響をもたらし、近隣のスモールヒース2009年にイギリスで8番目に高い失業であり、住民の12.9%（1/8以上）が失業登録をした。レディウッドだけで（イギリスの全てで一番高い率となる）が、ウェスト・ミッドランズにおいても高い失業率となっている。

## 人口統計
2001年の人口調査では、31485人が区に住んでいたことを記録した。バーミンガムで2番目に非白人が多く、少数民族が主にテラスドエリアに住んでおり、人口総勢の78%となっている。
スパークブルックはバルチトライアングルの本拠地であり、住民の多くがバルチ料理のビジネスに関わっている。